# Lycaena melibaeus
Lycaena melibaeus är en fjärilsart som beskrevs av Otto Staudinger 1878. Lycaena melibaeus ingår i släktet Lycaena och familjen juvelvingar. Inga underarter finns listade i Catalogue of Life.